# Contea di Rodigo
La Contea di Rodigo fu uno stato indipendente all'interno del Marchesato di Mantova (dal 1530 Ducato) voluto dall'imperatore Federico III nel 1479 e durò sino al 1587.

## Storia
Nel 1478, con la morte del marchese di Mantova Ludovico III Gonzaga, il territorio dei Gonzaga posti tra il Po e il fiume Oglio, costituito dai possedimenti di Gazzuolo, Rivarolo Fuori, Bozzolo, San Martino, Commessaggio, Sabbioneta, Isola Dovarese e Dosolo, vennero ereditati dai figli Francesco e Gianfrancesco. Nel 1483, alla morte del fratello cardinale, divenne unico signore dei territori ereditati aggiungendo agli stessi la Contea di Rodigo. Acquisì inoltre la facoltà di trasmettere il titolo ai propri discendenti.

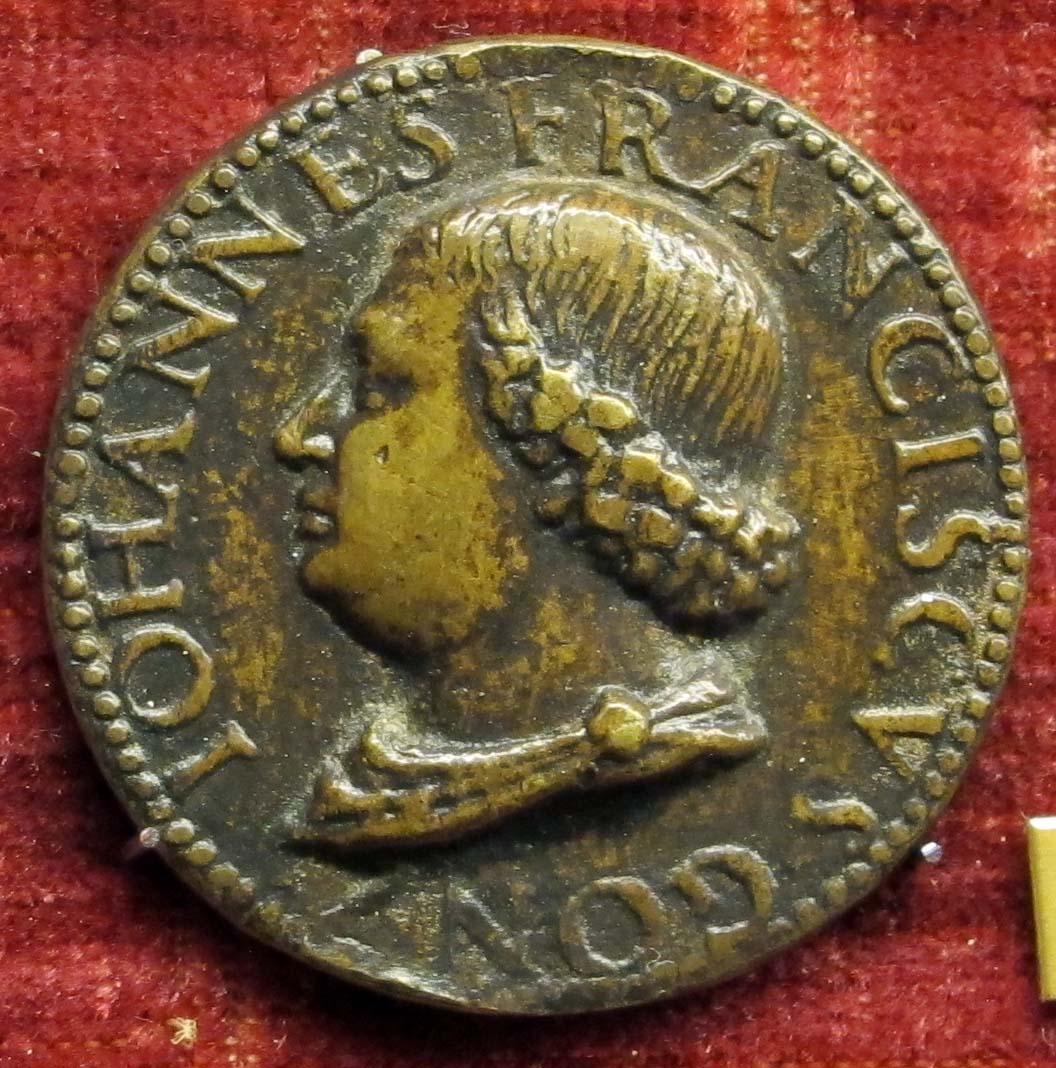
Medaglia con ritratto di Gianfrancesco Gonzaga, opera di Pier Jacopo Alari

Il 16 giugno 1479 l'imperatore Federico III, per ingraziarsi il cardinale Francesco presso il papa Sisto IV, elevò al rango di contea staccata e indipendente dal Marchesato di Mantova, il paese di Rodigo. Nella località venne aperta una zecca che coniò per prima una medaglia raffigurante Gianfrancesco Gonzaga.
Alla morte del primo conte nel 1496, su sollecitudine presso l'imperatore della madre contessa Antonia del Balzo, subentrarono i due figli maschi Ludovico e Federico. Ma nel 1499, a causa di dissapori tra fratelli, il feudo venne diviso tra Ludovico e Pirro, con la supervisione della madre Antonia.
Nel 1521 avvenne una nuova divisione delle terre tra Ludovico e Pirro. A quest'ultimo toccò la Contea di Rodigo mentre Ludovico lasciò l'amministrazione della stessa al figlio primogenito, Luigi "Rodomonte", che morì nel 1532 durante l'assedio di Vicovaro, non divenendo mai conte effettivo di Rodigo.
Il futuro conte fu il piccolo Vespasiano, unico erede di "Rodomonte", che passò sotto la tutela della zia, Giulia Gonzaga. L'investitura imperiale giunse al decenne Vespasiano nel 1541, che venne inviato a Madrid presso la corte di Carlo V. Su richiesta del vescovo di Mantova, il cugino Marco Fedeli Gonzaga, Vespasiano, duca di Sabbioneta dal 1577, dispose la presenza in Rodigo di un monsignore, Valerio Tomaselli di Acquanegra. A quel tempo provvide anche alla ricostruzione del castello, parzialmente distrutto.
Il 10 dicembre 1587, il duca di Mantova Vincenzo I Gonzaga, bramoso di possedere la Contea ed essendo a conoscenza che Vespasiano non aveva eredi maschi, stipulò una convenzione segreta con i conti di San Martino di rinuncia sulla Contea di Rodigo in cambio dei diritti su Bozzolo e Rovarolo. Finiva così anche la storia gloriosa della Contea di Rodigo. Il 6 marzo 1591 Vincenzo I prendeva possesso definitivamente del Titolo e delle terre di Rodigo e del suo castello, aggregandoli al Ducato di Mantova, e al suo potere Ducale Trasmesso tramite i suoi Eredi.

## Conti di Rodigo
| 1479-1496   | Gianfrancesco Gonzaga             |
| 1496-1499   | Federico e Ludovico Gonzaga       |
| 1499-1521   | Ludovico e Pirro Gonzaga          |
| 1521-1532   | Pirro e Luigi Gonzaga "Rodomonte" |
| 1532-1541   | Giulia Gonzaga                    |
| 1541-1587   | Vespasiano Gonzaga                |
| 1591 - 1612 | Vincenzo I Gonzaga                |
| 1612        | Francesco IV Gonzaga              |
| 1612 - 1626 | Ferdinando Gonzaga                |
| 1626-1627   | Vincenzo II Gonzaga               |

Nel 1627 il ramo mantovano dei Gonzaga si estinse e il titolo di conte passò al ramo francese dei Gonzaga-Nevers, che ebbe origine da Ludovico Gonzaga-Nevers.
| 1627-1637 | Carlo I di Gonzaga-Nevers          |
| 1637-1665 | Carlo II di Gonzaga-Nevers         |
| 1665-1707 | Ferdinando Carlo di Gonzaga-Nevers |